# Prassino Pylis
Prassino Pylis  este un oraș în Grecia în prefectura Boeotia.